# Cykelöverfart och cykelpassage
En cykelöverfart respektive en cykelpassage är en del av en väg i Sverige som är avsedd att användas av cyklande för att korsa en körbana. På cykelöverfarter, som sedan 2014 märks ut med vägmärke, har trafiken på vägen väjningsplikt mot cyklande. På äldre cykelöverfarter utan vägmärke, kallade cykelpassager, har cyklister väjningsplikt när de närmar sig vägen. Cykelöverfart och cykelpassage kan vara kombinerade med övergångsställe.

## Cykelöverfarter och cykelpassager i Sverige

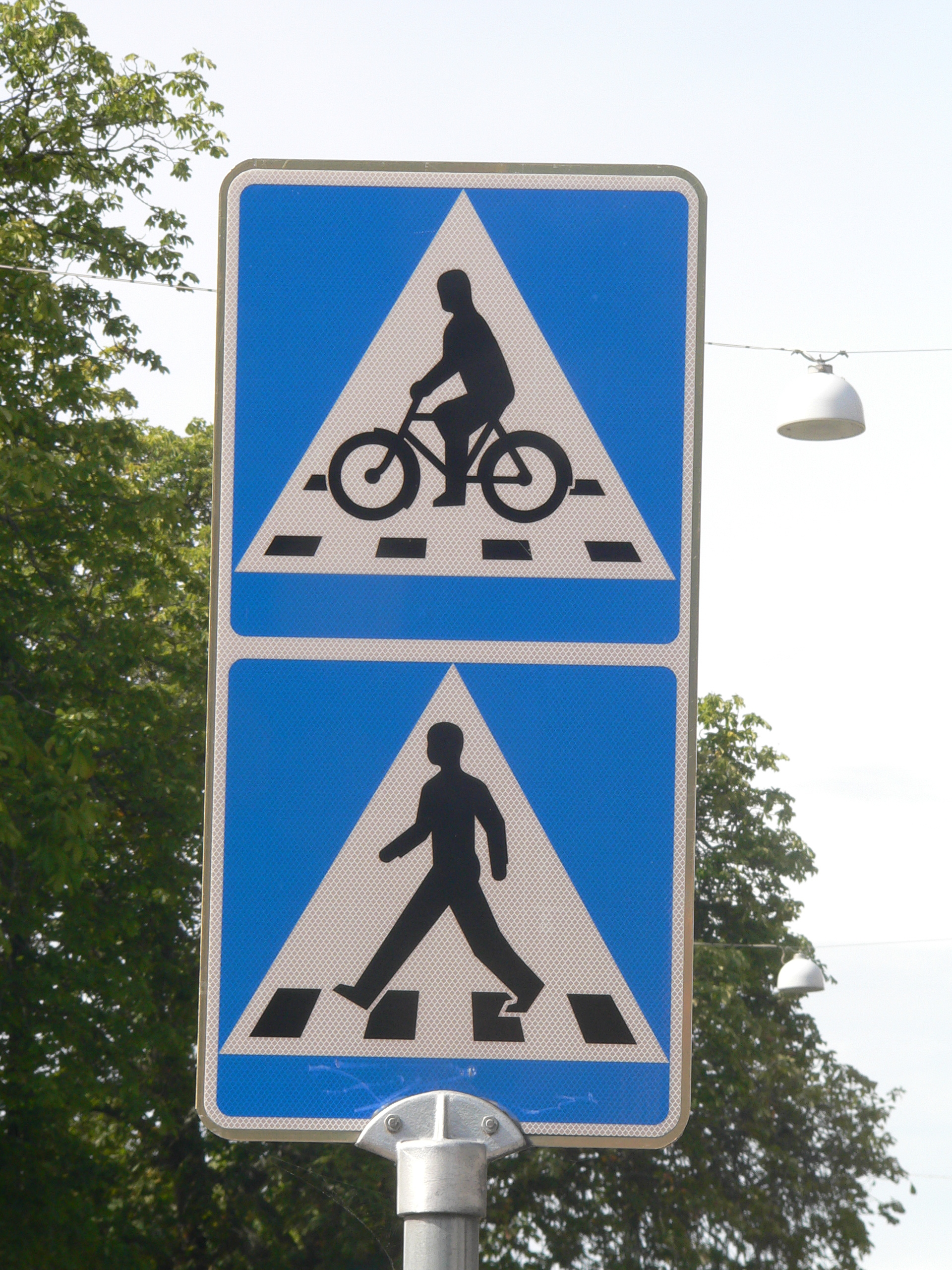
Svensk skyltning för cykelöverfart (överst) i anslutning till övergångsställe (underst).

Fram till augusti 2014 fanns enbart en typ av speciell överfart för cyklister, då kallad cykelöverfart. Den 1 september 2014 förändrades regelverket och ytterligare en typ av överfart infördes. Cykelpassage kallas därefter den typen av övergång som tidigare kallades cykelöverfart. För cykelpassager gäller ungefär samma regler som när de kallades för cykelöverfart. Cykelöverfart har fått en annan innebörd, och måste vara skyltad med vägmärke. Vid den nya typen av cykelöverfart prioriteras cykeltrafiken genom att förare på vägen har väjningsplikt, och de måste bland annat vara utformade så att motorfordon inte kan passera med större hastighet än 30 km/h. 
Eftersom det finns stora variationer i utformningen av cykelpassager och cykelöverfarter i Sverige kan det skapa osäkerhet för trafikanter om vad som gäller vid de två platserna. Det kan leda till felaktiga tolkningar av trafikregler och en ökad risk för trafikolyckor.

### Cykelpassage (äldre cykelöverfart) - cyklister som närmar sig vägen har väjningsplikt
Den äldre varianten av övergång för cyklister märks inte ut med något vägmärke. Den markeras enbart med målade vita kvadrater på marken (vägmarkering M16). Den kan kombineras med övergångsställe och då kan ena raden av kvadrater ersättas av övergångsställets linjer (vägmarkering M15). Vid cykelpassager har cyklister väjningsplikt mot trafiken på korsande gata   En cyklist eller mopedförare som ska åka ut på en cykelpassage måste sänka hastigheten och får korsa vägen endast om det kan ske utan fara. 
Förare på vägen är samtidigt skyldiga att inför en cykelpassage att anpassa hastigheten så att det inte uppstår fara för cyklande som redan är ute på denna. Vid cykelpassager som korsas vid utfart ur cirkulationsplats eller vid sväng i korsning är förare på vägen skyldiga att köra med låg hastighet och ge cyklist, eller motsvarande tillåtet fordon, tillfälle att passera vägen, om denne är ute på eller precis på väg ut på passagen.

### Skyltad cykelöverfart - förare på vägen har väjningsplikt mot cyklande
Den nya varianten av överfart för cyklister markeras både med vita kvadrater på marken, markeringar för väjningsplikt i gatan, samt särskilt vägmärke (man på cykel). Trafik på vägen som närmar sig cykelöverfarten har väjningsplikt mot cyklister och mopedförare som är ute på eller just ska ut på denna. Förare måste sänka hastigheten för cyklande och ska om det krävs för att låta cyklister passera stanna fordonet. Reglerna för skyltade cykelöverfarter motsvarar de skyldigheter som gäller mot gående på övergångsställen.  

## Bildgalleri och exempel

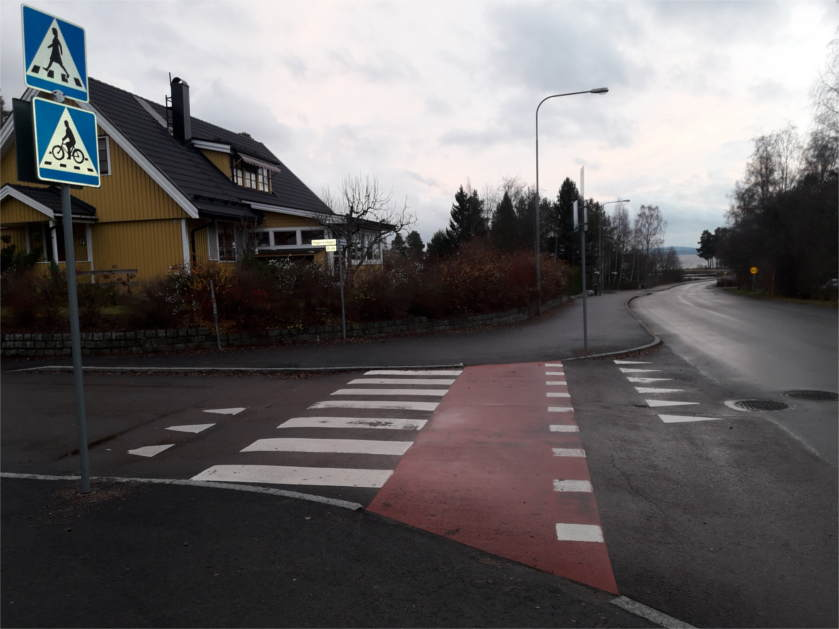
Cykelöverfart. Vägtrafikanter som korsar cykelöverfarten har väjningsplikt mot cyklister. Cyklister som ska färdas ut på cykelöverfarten ska ta hänsyn till avståndet till och hastigheten hos fordon som närmar sig överfarten.
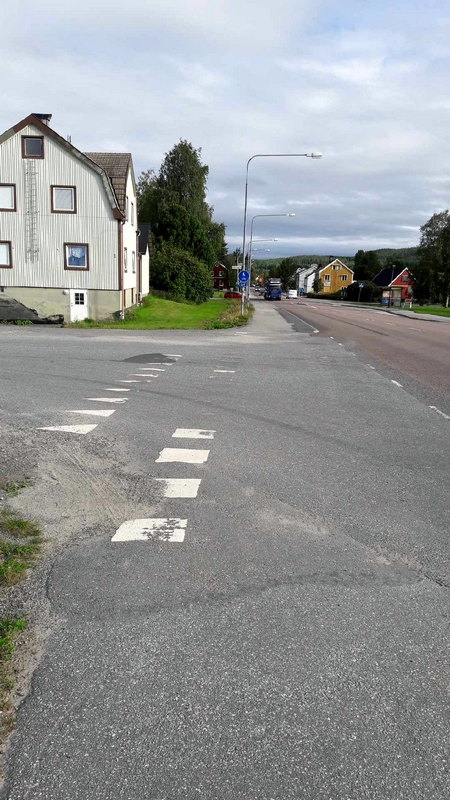
Obevakad cykelpassage. Förare som svänger över cykelpassagen ska låta cyklister passera. Förare som kör rakt fram ska anpassa hastigheten så att det inte uppstår fara. Cyklisten har  väjningsplikt mot trafik på vägen innan den cyklar ut.
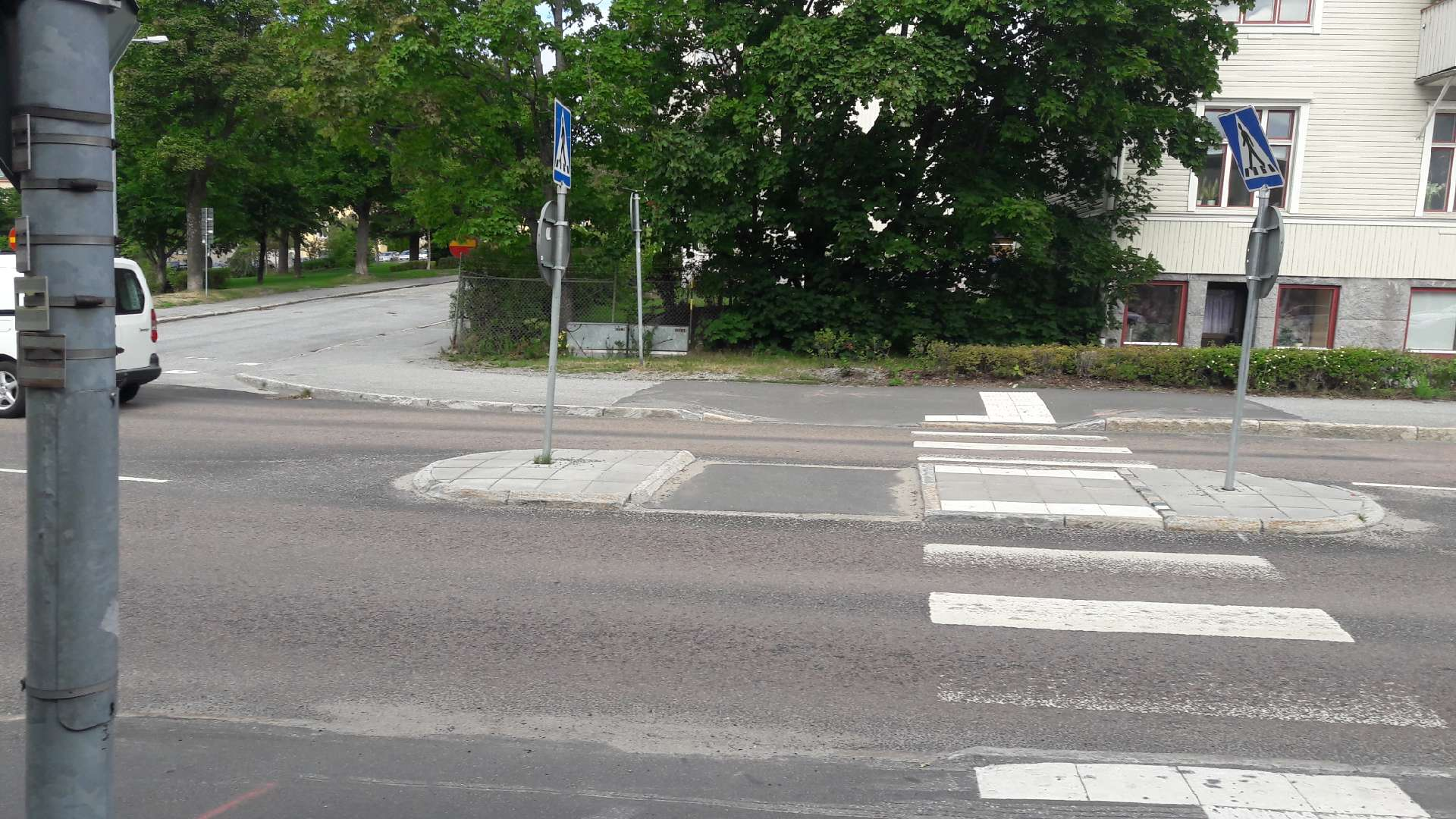
Omarkerad cykelövergång, som varken räknas som cykelpassage eller cykelöverfart. Cyklister har väjningsplikt. Om de istället leder cykeln på det markerade övergångsstället har förare på vägen väjningsplikt.
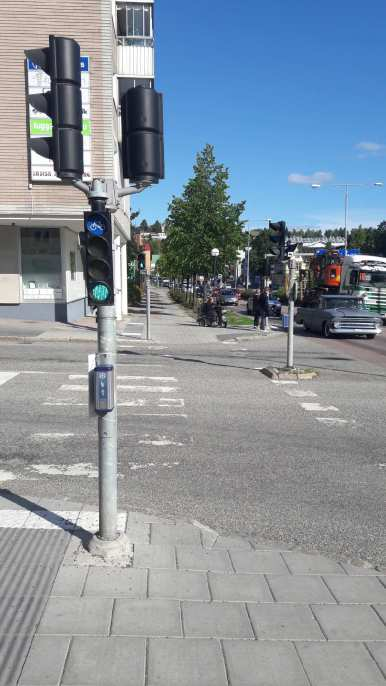
Bevakad cykelpassage. Trafikljus avgör vem som har väjningsplikt. Om bilförare svänger på grön signal, ska de lämna företräde för cyklande som också har grönt.
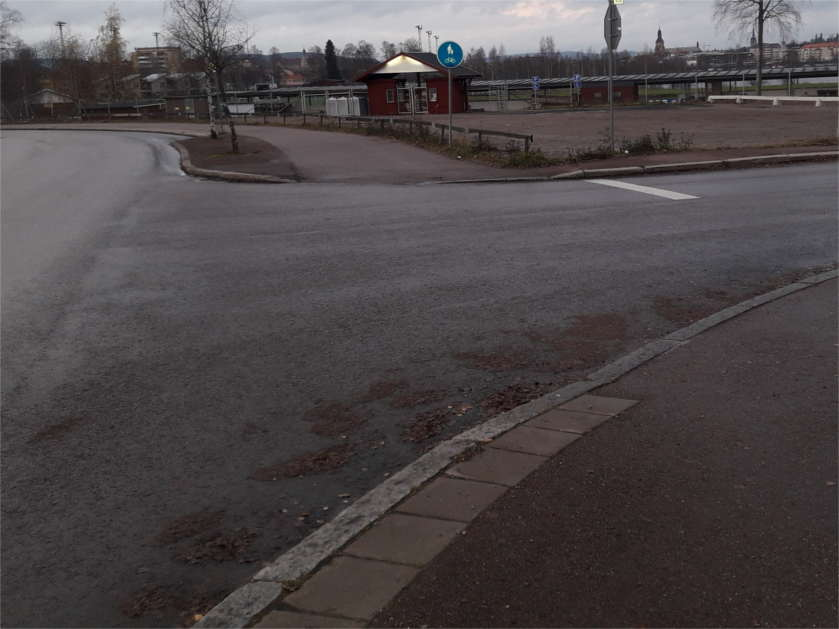
Vägkorsning med stopplikt. Fordon som korsar cykelbanan har stopplikt/väjningsplikt men cyklisten har också väjningsplikt mot trafik på vägen som korsas.
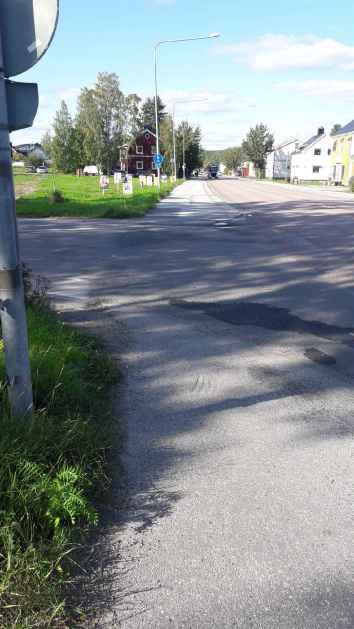
Vägkorsning utan cykelpassage eller övergångsställe. Fordon som svänger över vägen ska lämna företräde för cyklande och gående som redan börja korsa vägen.
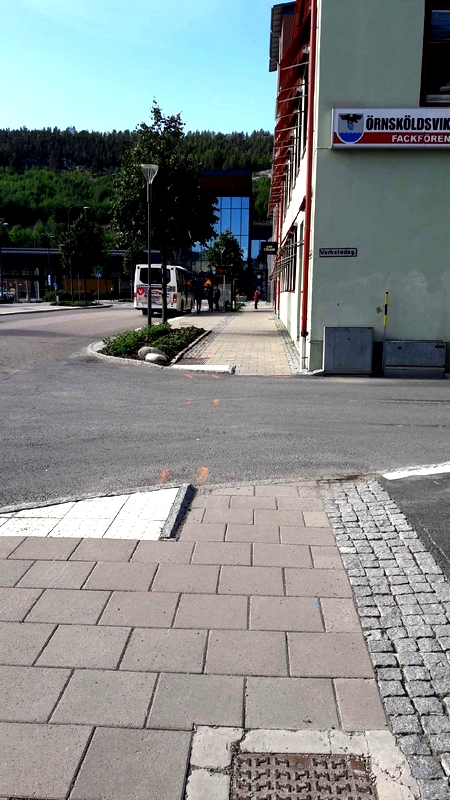
Annan typ av vägkorsning utan cykelpassage eller övergångsställe. Fordon som svänger i korsningen ska lämna företräde för cyklande och gående som redan börjat korsa vägen.
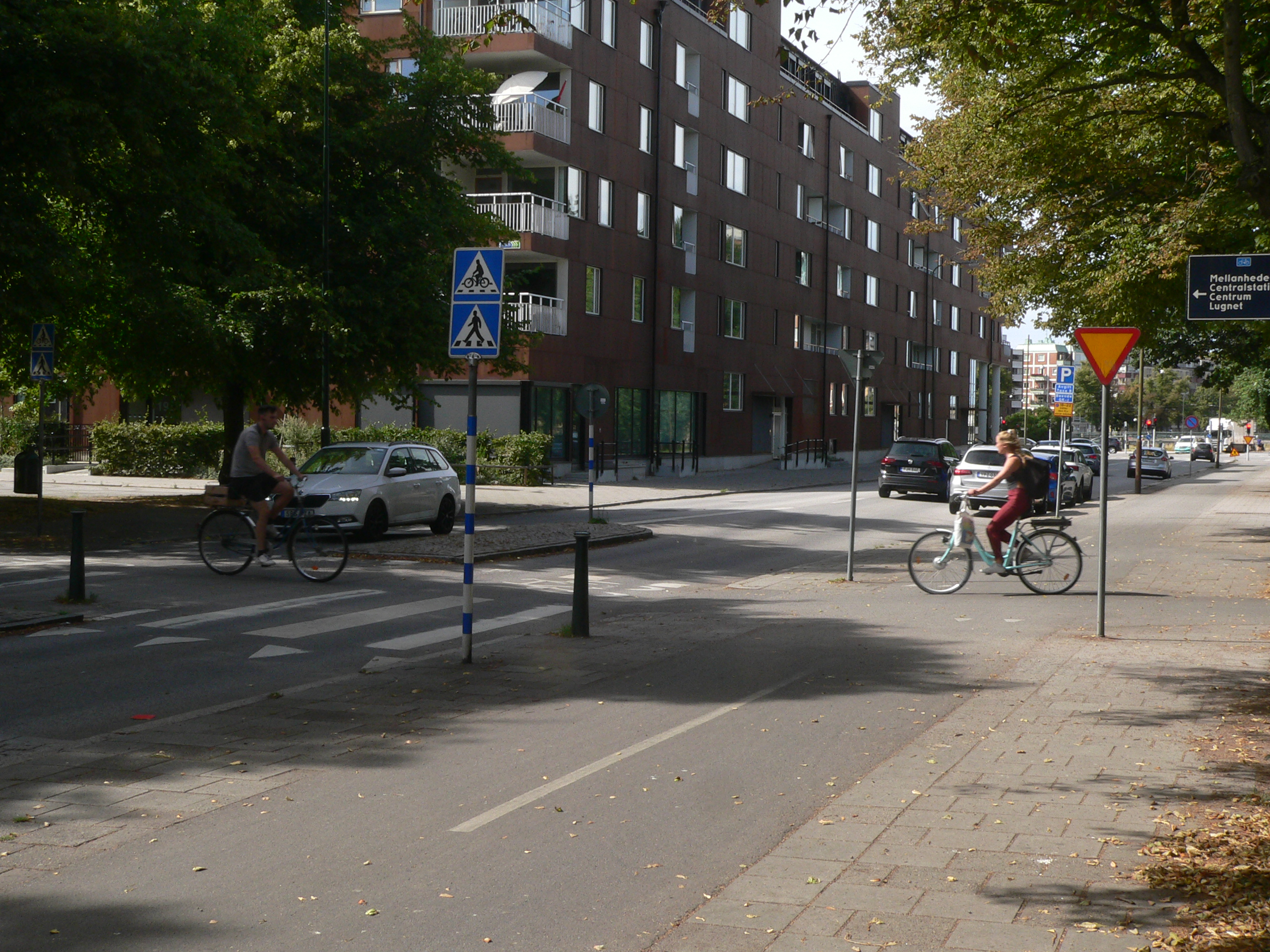
Cykelöverfart (och övergångsställe). Såväl trafik på gatan som på cykelbanan till höger om denna skall här väja för den korsande cykelvägen enligt skyltning och vägmarkeringar). Trafiken på gatan skall dessutom väja för gående på övergångsstället (men detta gäller enligt skyltning och markeringar inte trafikanter på cykelbanan längs gatan).